# بشار قوتلي
بشار قوتلي، ولد في 3 مارس 1958 في دمشق ( سوريا )، هو لاعب شطرنج فرنسي ومنظم فعاليات ومدير ورئيس تحرير مجلة Europe Échecs ورئيس الاتحاد الفرنسي للشطرنج (FFE) بين ديسمبر 2016 وديسمبر 2020. كان بطل فرنسا في عام 1979 وفي عام 1989 كان أول لاعب فرنسي يحصل على لقب أستاذ كبير دولي منذ الستينيات. كان نائب رئيس الاتحاد الدولي للشطرنج (FIDE) من عام 2018 إلى عام 2022.

## سيرة
لعب بشار قوتلي أولاً لصالح لبنان وأصبح أستاذاً دولياً في عام 1975 ثم هاجر إلى فرنسا.
كان بطل فرنسا في عام 1979 والثاني في عام 1984 والثالث في عام 1991.
أصبح أستاذًا كبيرًا دوليًا في عام 1989 (كان أول فرنسي يحصل على هذا اللقب منذ الستينيات).
لقد لعب أقل بكثير منذ أواخر الثمانينيات وأصبح أكثر مشاركة في تنظيم أحداث الشطرنج. وكان مرشحاً بارزاً لرئاسة الاتحاد الدولي للشطرنج في عامي 1994 و 1996.
وهو محرر مجلة الشطرنج Europe Échecs (مجلة شهرية باللغة الفرنسية) منذ عام 1997.
بعد استئناف نشاط اللعب بين عامي 2004 و 2008 أصبح غير نشط من عام 2008 إلى عام 2015 لكنه عاد للعب بشكل متقطع منذ عام 2015. اعتبارًا من 1 أبريل 2016. تصنيفه هو 2 450 إيلو.
في 10 ديسمبر 2016 أصبح بشار قوتلي رئيسًا للاتحاد الفرنسي للشطرنج، قائمة "Ambitions FFE" ("طموح الاتحاد الفرنسي للشطرنج") التي قادها حصلت على 62.29% من الأصوات أثناء تجديد اللجنة التوجيهية.
في 5 أكتوبر 2018 أصبح نائبًا لرئيس الاتحاد الدولي للشطرنج، بعد انتخاب أركادي دفوركوفيتش رئيسًا للمنظمة.
وبعد أن ظل في تعارض مصالح منذ انتخابه، يُشتبه أنه تلقى في عام 2018 إعانة عامة مخصصة للاتحاد الفرنسي للشطرنج، لصالح هيكل تجاري تابع له، وخاصة من مدينة أجان . هذا الهيكل التجاري هو أيضًا ناشر مجلة Europe Échecs, ,. ويشير العدد الصادر في مايو/أيار 2019 من المجلة إلى تغيير في الحوكمة. الرئيس ومدير النشر هو الآن سامي قوتلي، نجل بشار.
من المقرر أن يعقد الاتحاد الفرنسي للشطرنج اجتماعا عاما يوم 5 ديسمبر 2020. وهي تعارض اقتراح تمديد ولاية اللجنة التوجيهية حتى الاجتماع العام في 3 أبريل 2021. استقال بشار القوتلي من منصبه كرئيس في 9 ديسمبر. تم تعيين إيف ماريك، نائب الرئيس منذ 28 نوفمبر 2020، رئيسًا مؤقتًا للاتحاد الفرنسي للشطرنج حتى الاجتماع العام في أبريل 2021, ,.
ترشح كوتلي مرة أخرى للانتخابات لرئاسة الاتحاد الفرنسي للشطرنج في 3 أبريل 2021، لكنه هُزم على يد إيلوي ريلانج، الذي حصل على 632 صوتًا مقابل 561 لكوتلي.

## الملاحظات والمراجع
1. ↑  "Bachar Kouatly, Président de la FFE". FFE. 10 décembre 2016. {{استشهاد ويب}}: تحقق من التاريخ في: |تاريخ= (مساعدة).
2. ↑  "89th FIDE Congress General Assembly Batumi, Georgia 3-5 October 2018 - Minutes" (PDF). FIDE. 5 أكتوبر 2018..
3. ↑  Adrien Pécout (21 mars 2019). "La double casquette du président de la Fédération française des échecs en question". www.lemonde.fr. اطلع عليه بتاريخ 27 mars 2019. {{استشهاد ويب}}: تحقق من التاريخ في: |تاريخ-الوصول= و|تاريخ= (مساعدة).
4. ↑  Ville d’Agen. "VILLE D'AGEN - SÉANCES DU CONSEIL MUNICIPAL - Vidéo : séance du 18 mars 2019". agen.fr. اطلع عليه بتاريخ 27 mars 2019. {{استشهاد ويب}}: تحقق من التاريخ في: |تاريخ-الوصول= (مساعدة).
5. ↑  Sébastien Bouchereau (20/03/2019). "Conseil municipal : «Vous êtes un menteur !»". Le petit bleu d'Agen. اطلع عليه بتاريخ 29 mars 2019. {{استشهاد ويب}}: تحقق من التاريخ في: |تاريخ-الوصول= و|تاريخ= (مساعدة).
6. ↑  "Ours de la revue". Europe Échecs. باريس: SAS IDEAL (anciennement P.J.E.) ع. 698: 74. 2019. ISSN:0014-2794. {{استشهاد بدورية محكمة}}: تحقق من التاريخ في: |تاريخ-الوصول= (مساعدة)، الوسيط |تاريخ-الوصول بحاجة لـ |مسار= (مساعدة)، والوسيط غير المعروف |شهر= تم تجاهله يقترح استخدام |تاريخ= (مساعدة)
7. ↑  "Un grand merci à toutes celles et ceux qui font vivre au quotidien le jeu d'échecs". FFÉ. 9 décembre 2020. {{استشهاد ويب}}: تحقق من التاريخ في: |تاريخ= (مساعدة).
8. ↑  Mathilde Choisy (15 décembre 2020). "Communiqué fédéral". FFÉ. {{استشهاد ويب}}: تحقق من التاريخ في: |تاريخ= (مساعدة).
9. ↑  "Eloi Relange, président de la F.F.E." FFÉ. 4 avril 2021. {{استشهاد ويب}}: تحقق من التاريخ في: |تاريخ= (مساعدة).

### فهرس
- Jean-Michel Péchiné (2017). "Bachar Kouatly — L'excellence à la française". Europe Échecs. باريس: Promotion Jeux de L'Esprit ع. 673: 32–35. ISSN:0014-2794. {{استشهاد بدورية محكمة}}: تحقق من التاريخ في: |تاريخ-الوصول= (مساعدة)، الوسيط |تاريخ-الوصول بحاجة لـ |مسار= (مساعدة)، والوسيط غير المعروف |شهر= تم تجاهله يقترح استخدام |تاريخ= (مساعدة).